# Зимак Олександр Йосипович
Олександр Йосипович Зимак (? — загинув 1918) — радянський партійний діяч, комісар міста Миколаєва, миколаївський міський голова. Член ЦК КП(б)У в жовтні 1918 — 1918 р.

## Біографія
Член РСДРП(б) з 1906 року.
У 1917 році проводив революційну агітацію серед робітників міста Миколаєва. У 1917 році — заступник голови Миколаївської Ради робітничих і солдатських депутатів, член Миколаївського комітету РСДРП(б).
Після встановлення в Миколаєві радянської влади в січні 1918 року — комісар з управління, голова Миколаївського міського виконавчого комітету Ради народних комісарів.
15 січня — 16 березня 1918 року — виконувач обов'язків Миколаївського міського голови. У лютому 1918 року брав участь у створенні червоногвардійських загонів.
Потім перебував на підпільній роботі. Смертельно поранений у сутичці з анархістами.